# Ixora nitidula
Ixora nitidula är en måreväxtart som beskrevs av Cornelis Eliza Bertus Bremekamp. Ixora nitidula ingår i släktet Ixora och familjen måreväxter. Inga underarter finns listade i Catalogue of Life.